# 大盛堂書店

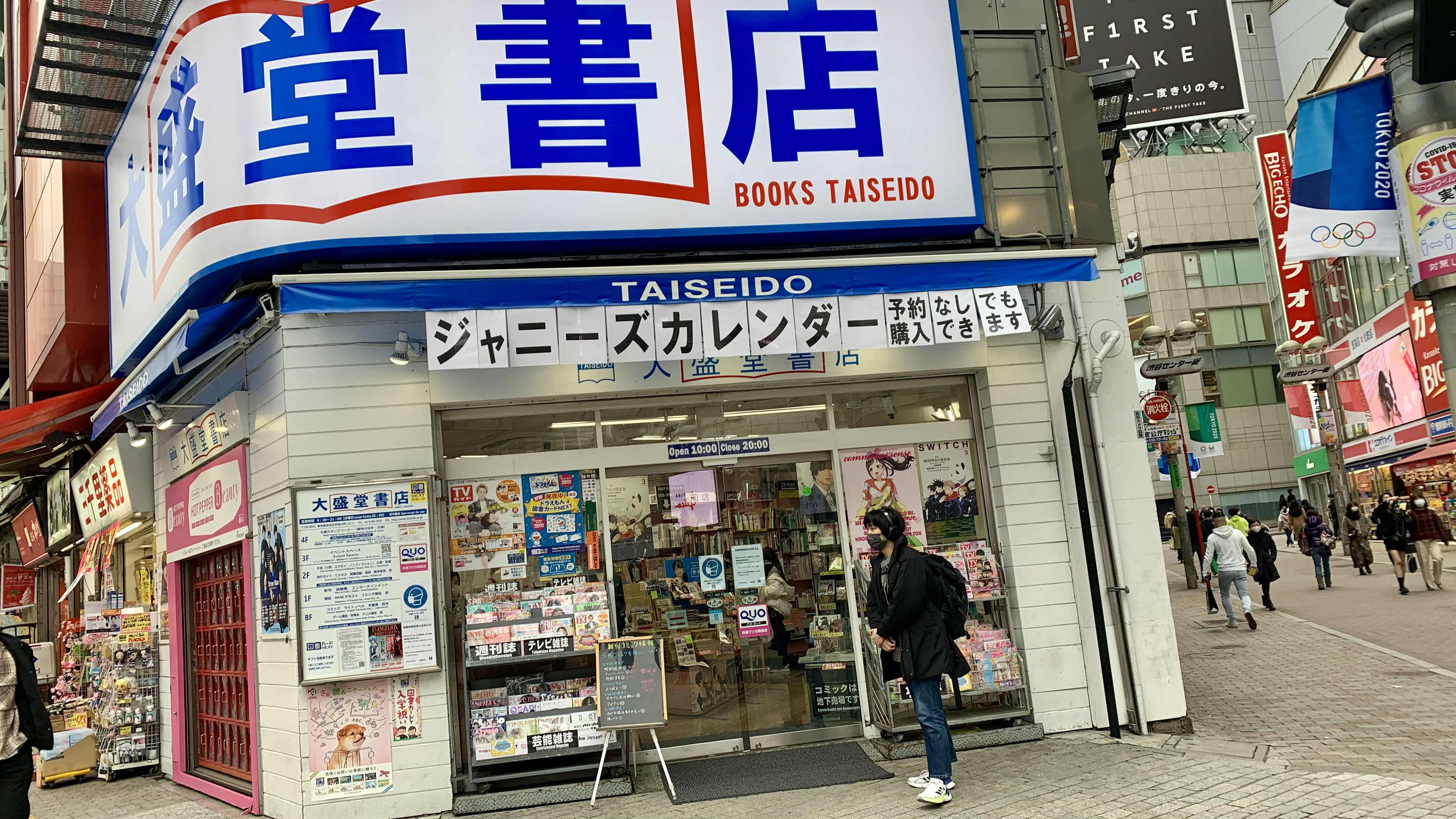
大盛堂書店

大盛堂書店（たいせいどうしょてん）は、東京都渋谷区に所在する書店。

## 概要
1912年創業。東京都渋谷区の渋谷スクランブル交差点に存在する店舗は、日本の陸軍軍人舩坂弘が復員後に開業。書店経営の傍ら、船坂自身も13冊の本を出版し、印税をすべて日本赤十字社に寄付した。
舩坂は大盛堂書店の開業に際して「とにかくアメリカの先進性を知っていただきたい」という思いを抱いていた。第二次世界大戦末期にグアム・ハワイ・サンフランシスコ・テキサスなどアメリカ各地の収容所を転々とするなかで、日本敗戦の原因はアメリカとの知識の差にあったと考えるようになり、書店の開業に至った。開業当初の大盛堂書店は「ビルまるごと一棟がひとつの書店」という当時としては珍しい店構えをしていた。
2005年よりファッション雑誌を中心に扱う書店にリニューアルされた。当時の渋谷センター街はギャルやギャル男の勢いが凄く、よくギャルからファッション雑誌が有るか聞かれていた。書店の店員は無いですと答えることが一番堪えるため、ファッション雑誌を軸にした品揃えにすることで売り上げが伸びて大成功をした。
2014年時点では1階にファッションやタレントの書籍を揃えて、地下に漫画を揃えて、2階に文学やエッセイなどを揃えている。1階と2階の客層は大きく違い、また2階まで来る客は少ないため、2階ではフェアやイベントを行うなどの工夫がされている。『大盛堂書店2F通信』というフリーペーパーが発行されていた。
2021年のトーハンの公式YouTubeチャンネルでは、大盛堂書店の社長にインタビューするという動画が3回にわたって配信された。そのうちの1回では、三島由紀夫との秘話が語られた。